# Chinaldinezuur
Chinaldinezuur of chinoline-2-carbonzuur is een carbonzuur afgeleid van chinoline. De carboxylgroep bevindt zich op de 2-positie van chinoline. Het zuur komt voor als bleekgele kristallen. Bij verhitting ontleedt het in chinoline en koolstofdioxide. De structuur is vergelijkbaar met die van chinaldine.

## Synthese
De Reissert-reactie zet chinoline om in chinaldinezuur. Chinoline reageert hierbij met een zuurchloride en kaliumcyanide tot een zogenaamde Reissert-verbinding (een 1-acyl-2-cyano-1,2-dihydrochinoline), dat na hydrolyse chinaldinezuur levert:
Het kan ook bekomen worden door de reductie (dehydroxylering) van kynureenzuur (4-hydroxychinoline-2-carbonzuur). Kynureenzuur is een metaboliet van tryptofaan. Deze omzetting werd in 1956 aangetoond bij ratten en mensen.

## Toepassingen
Chinaldinezuur kan in de analytische scheikunde gebruikt worden voor de colorimetrische bepaling van ijzer en de gravimetrische bepaling van zware metalen zoals cadmium, koper, zink en uranium.
In de halfgeleiderindustrie wordt het gebruikt in polijstmiddelen voor het chemisch-mechanisch polijsten van halfgeleidermaterialen, om overtollig koper te verwijderen. Het zuur vormt met koper een complex dat met een poetsschijf verwijderd kan worden.
Chinaldinezuur kan verder gebruikt worden om oplossingen van perazijnzuur te stabiliseren.